# Silas Müller
Silas Müller (29 ottobre 1993) è un giocatore di football americano svizzero che gioca nel ruolo di offensive lineman per i Gladiators Beider Basel.

## Palmarès
- 1 Lega C (Argovia Pirates, 2016)